# Ehrenbergininae
Ehrenbergininae es una subfamilia de foraminíferos bentónicos de la Familia Cassidulinidae, de la Superfamilia Cassidulinoidea, del Suborden Buliminina y del Orden Buliminida. Su rango cronoestratigráfico abarca desde el Eoceno hasta la Actualidad.

## Discusión
Clasificaciones previas incluían Ehrenbergininae en el Suborden Rotaliina y/o Orden Rotaliida.

## Clasificación
Ehrenbergininae incluye a los siguientes géneros:
- Burseolina
- Ehrenbergina
- Reissia

Otros géneros considerados en Ehrenbergininae son:
- Cassisphaerina, aceptado como Burseolina
- Cushmanulla, aceptado como Burseolina